# Obiettivo 2 per lo Sviluppo sostenibile

OSS 2

L'Obiettivo 2 per lo Sviluppo sostenibile (Obiettivo 2 oppure OSS 2) riguarda "Sconfiggere la fame" La dicitura ufficiale è “Porre fine alla fame, raggiungere la sicurezza alimentare, migliorare la nutrizione e promuovere un’agricoltura sostenibile”.

## Contesto

### Agenda 2030
Gli Obiettivi per lo Sviluppo Sostenibile sono una raccolta di 17 obiettivi globali fissati dalle Nazioni Unite. Gli obiettivi generali sono interconnessi, anche se ognuno ha i propri traguardi da raggiungere. Gli Obiettivi di Sviluppo sostenibile coprono un’ampia gamma di problemi relativi allo sviluppo sociale ed economico. Questi includono la povertà, la fame, la salute, l’istruzione, il cambiamento climatico, l’uguaglianza di genere, l’approvvigionamento idrico, la raccolta di rifiuti, l’energia, l’urbanizzazione, l’ambiente e la giustizia sociale. Il documento finale del Vertice dell’ONU riguardante l’Agenda 2030: “Trasformare il nostro mondo: l’Agenda 2030 per lo sviluppo sostenibile” pone l’accento sulla necessità di “proteggere il pianeta dal degrado, incluso il consumo e la produzione sostenibile, di gestire in modo sostenibile le sue risorse naturali e di intervenire in modo concreto sul cambiamento climatico per poter provvedere al sostentamento delle generazioni presenti e future.”

### La fame nel mondo
Secondo le Nazioni Unite, nel 2023 sono state 757 milioni le persone che hanno sofferto la fame - una persona su 11 in tutto il mondo, ovvero poco meno del 10% della popolazione mondiale.
I continenti più colpiti sono l’Africa e l’Asia, in particolar modo le nazioni del Sudan del Sud, Yemen, Nigeria, Somalia ed Etiopia.

## Obiettivi
Per sconfiggere la fame nel mondo c’è bisogno di cambiare molti aspetti, come lo sfruttamento del terreno agricolo e lo spreco dell’acqua. Per fare ciò l’agenda 2030 prevede otto obbiettivi da raggiungere prima del 2030.
Gli obbiettivi ufficiali sono:
- Entro il 2030, porre fine alla fame e garantire a tutte le persone, in particolare ai poveri e le persone più vulnerabili, tra cui neonati, un accesso sicuro a cibo nutriente e sufficiente per tutto l’anno

- Entro il 2030, porre fine a tutte le forme di malnutrizione; raggiungere, entro il 2025, i traguardi concordati a livello internazionale contro l’arresto della crescita e il deperimento nei bambini sotto i 5 anni di età; soddisfare le esigenze nutrizionali di ragazze adolescenti, donne in gravidanza e allattamento e le persone anziane

- Entro il 2030, raddoppiare la produttività agricola e il reddito dei produttori di cibo su piccola scala, in particolare le donne, i popoli indigeni, le famiglie di agricoltori, i pastori e i pescatori, anche attraverso un accesso sicuro ed equo a terreni, altre risorse e input produttivi, conoscenze, servizi finanziari, mercati e opportunità per valore aggiunto e occupazioni non agricole

- Entro il 2030, garantire sistemi di produzione alimentare sostenibili e implementare pratiche agricole resilienti che aumentino la produttività e la produzione, che aiutino a proteggere gli ecosistemi, che rafforzino la capacità di adattamento ai cambiamenti climatici, a condizioni meteorologiche estreme, siccità, inondazioni e altri disastri e che migliorino progressivamente la qualità del suolo

- Entro il 2020, mantenere la diversità genetica delle sementi, delle piante coltivate, degli animali da allevamento e domestici e delle specie selvatiche affini, anche attraverso banche di semi e piante diversificate e opportunamente gestite a livello nazionale, regionale e internazionale; promuovere l’accesso e la giusta ed equa ripartizione dei benefici derivanti dall’utilizzo delle risorse genetiche e della conoscenza tradizionale associata, come concordato a livello internazionale

- Aumentare gli investimenti, anche attraverso il miglioramento della cooperazione internazionale, in infrastrutture rurali, ricerca agricola e formazione, sviluppo tecnologico e le banche di geni vegetali e animali, al fine di migliorare la capacità produttiva agricola nei paesi in via di sviluppo, in particolare i paesi meno sviluppati

- Correggere e prevenire restrizioni commerciali e distorsioni nei mercati agricoli mondiali, anche attraverso l’eliminazione parallela di tutte le forme di sovvenzioni alle esportazioni agricole e di tutte le misure di esportazione con effetto equivalente, conformemente al mandato del Doha Development Round

- Adottare misure per garantire il corretto funzionamento dei mercati delle materie prime alimentari e loro derivati e facilitare l’accesso rapido alle informazioni di mercato, incluse le riserve di cibo, al fine di contribuire a limitare l’instabilità estrema dei prezzi dei beni alimentari